# Leslie Parrish
Leslie Parrish (Marjorie Helen Parrish: Upper Black Eddy, Pensilvania, 18 de marzo de 1935) es una actriz estadounidense, famosa también por haber sido la segunda esposa del escritor Richard Bach, quien le dedicó su libro El puente hacia el infinito (The Bridge Across Forever: A Love Story, 1984).
Actuó con su nombre real hasta que lo cambió por el artístico en 1959.

## Filmografía incompleta
- Missile to the Moon (1958)
- Li'l Abner (1959)
- The Manchurian Candidate (1962)
- For Love or Money (1963)
- The Giant Spider Invasion (1975)
- Invisible Strangler (1976)

## Apariciones en TV seleccionadas
- 1960 Bat Masterson (1958) como "Lucy Carter" en el episodio "The Elusive Baguette" (episodio # 2.34) 2 de junio
- 1965 The Wild Wild West (1965) como "Greta Lundquist" en el episodio "The Night the Wizard Shook the Earth" (episodio # 1.3) 1 de octubre
- 1966 Batman (1966/II) como "Dawn Robin" en el episodio "Fine Feathered Finks" (episodio # 1.3) 19 de enero
- 1966 Batman (1966/II) como "Dawn Robin" en el episodio "The Penguin's a Jinx" (episodio # 1.4) 20 de enero
- 1966 The Wild Wild West (1965) como "Morn" en el episodio "The Night of the Flying Pie Plate" (episodio # 2.6) 21 de octubre
- 1967 Batman (1966/II) como "Glacia Glaze" en el episodio "Ice Spy" (episodio # 2.59) 29 de marzo
- 1967 Batman (1966/II) como "Glacia Glaze" en el episodio "The Duo Defy" (episodio # 2.60) 30 de marzo
- 1967 Star Trek (1966) como "teniente Carolyn Palamas" en el episodio "Who Mourns for Adonis?" (episodio # 2.2) 22 de septiembre
- 1967 The Man from U.N.C.L.E. (1964) como "Leslie Welling" en el episodio "The Master's Touch Affair" (episod. # 4.6) 16 de octubre
- 1968 Big Valley (1968) como Layle Johnson en el episodio "Bounty On A Barkley" (Episod. #23, estac. 3, Aire: 26 de febrero
- 1968 Mannix (1968) como Linda Marley en el episodio "The Girl In The Frame" (Episodio #1.24), 16 de marzo
- 1971 Hogan's Heroes como "Karen" en el episodio "Kommandant Gertrude"
- 1971 Bearcats! como Liz Blake en el episodio "Blood Knot" (Episodio 7), 4 de noviembre
- 1972 Adam 12 como Sharon Blake en el episodio "Gifts and Long Letters" (Episodio # 5.12), 20 de septiembre
- 1974 McCloud (1970) como "Lynne O'Connell" en el episodio "The Gang That Stole Manhattan" (episod. # 5.2) 13 de octubre
- 1977 Logan's Run (1977) episodio 2